# Serra Negra do Norte
Serra Negra do Norte är en kommun i Brasilien.   Den ligger i delstaten Rio Grande do Norte, i den östra delen av landet, 1 500 km nordost om huvudstaden Brasília. Antalet invånare är 7 770.
Omgivningarna runt Serra Negra do Norte är huvudsakligen savann. Runt Serra Negra do Norte är det glesbefolkat, med 13 invånare per kvadratkilometer.